# Ilbassan
Ilbassan (mongol en écriture cyrillique : Илбасан хан, Ilbasan Khan ; kazakh en écriture cyrillique : Ерзен хан, Erzen Khan) est le 6e khan de la Horde blanche, de 1320 ou 1321 à 1344 ou 1345. Successeur de son père Satiboukha, il est remplacé par son fils Tchymtaï Khan (en).